# Acetoxigrupp

Acetoxigrupp (blå)

Acetoxigruppen, förkortad AcO eller OAc, är en funktionell grupp med strukturen CH3-C(=O)-O- och skiljer sig från acetylgruppen genom det extra syret. Namnet är en förkortning acetyl-oxi. Gruppen är en ester av ättiksyra och används ibland som skyddsgrupp för alkoholer eller fenoler.